# Radatovići
Radatovići is een plaats in de gemeente Ozalj in de Kroatische provincie Karlovac. De plaats telt 26 inwoners (2001).